# Жемчужний
Жемчужний (біл. Жамчужны) — селище в Білорусі, у Барановицькому районі Берестейської області. Орган місцевого самоврядування — Жемчужненська сільська рада.

## Населення
За переписом населення Білорусі 2009 року чисельність населення селища становило 3600 осіб.

### Відомі уродженці
- Терешкова Наталя Вікторівна - російська акторка.